# 甲岘信号场
甲岘信号场是位于韩国庆尚北道永川市新寧面的一个号志站，属于中央线，启用时间不详。

## 邻近车站
韓国铁道公社
中央線
鳳林站 - 甲岘信号场 - 新寧站